# António de Albuquerque Coelho
António de Albuquerque Coelho foi um administrador colonial português nascido em Santa Cruz de Camutá no Estado do Grão-Pará e Maranhão que exerceu o cargo de Governador no antigo território português subordinado à Índia Portuguesa de Timor-Leste entre 1722 e 1725, tendo sido antecedido por Manuel de Santo António e sucedido por António Moniz de Macedo, no seu 1.º mandato.